# Challenger de Ostrava 2016

El torneo Prosperita Open 2016 es un torneo profesional de tenis. Pertenece al ATP Challenger Series 2016. Se disputó su 13.ª edición sobre superficie tierra batida, en Ostrava, República Checa entre el 25 de abril al el 1 de mayo de 2016.

## Jugadores participantes del cuadro de individuales
| Favorito | País                       | Jugador           | Rank1 | Posición en el torneo |
| -------- | -------------------------- | ----------------- | ----- | --------------------- |
| 1        | Bandera de República Checa | Adam Pavlásek     | 108   | Primera ronda         |
| 2        | Bandera de Eslovenia       | Blaž Rola         | 160   | Primera ronda         |
| 3        | Bandera de Estonia         | Jürgen Zopp       | 162   | Cuartos de final      |
| 4        | Bandera de Serbia          | Peđa Krstin       | 164   | Segunda ronda         |
| 5        | Bandera de Bélgica         | Kimmer Coppejans  | 171   | Segunda ronda         |
| 6        | Bandera de Chile           | Hans Podlipnik    | 210   | Primera ronda         |
| 7        | Bandera de Bielorrusia     | Uladzimir Ignatik | 216   | Segunda ronda         |
| 8        | Bandera de Francia         | David Guez        | 222   | Segunda ronda         |

- 1 Se ha tomado en cuenta el ranking del 18 de abril de 2016.

### Otros participantes
Los siguientes jugadores recibieron una invitación (wild card), por lo tanto ingresan directamente al cuadro principal (WC):
- Zdeněk Kolář
- David Poljak
- Dominik Sproch
- Janko Tipsarević

Los siguientes jugadores ingresan al cuadro principal tras disputar el cuadro clasificatorio (Q):
- Marek Michalička
- Andrej Martin
- Jaroslav Pospíšil
- Stefano Napolitano

## Campeones

### Individual Masculino
- Constant Lestienne derrotó en la final a  Zdeněk Kolář, 6–7(5), 6–1, 6–2

### Dobles Masculino
- Sander Arends /  Tristan-Samuel Weissborn derrotaron en la final a  Lukáš Dlouhý /  Hans Podlipnik, 7–6(8), 6–7(4), [10–5]